# 赛义德·阿克勒
赛义德·阿克勒（阿拉伯语：‎ Saʿīd ʿAql；黎巴嫩拉丁字母：Saýid Ýaql，1912年7月4日—2014年11月28日），是一名黎巴嫩诗人、作家、编剧家和语言革新家。他是当代重要的黎巴嫩诗歌届领袖。他帮助创建了黎巴嫩拉丁字母表。
2014年，他死于黎巴嫩贝鲁特，享年102岁。